# Лорелея (скала)

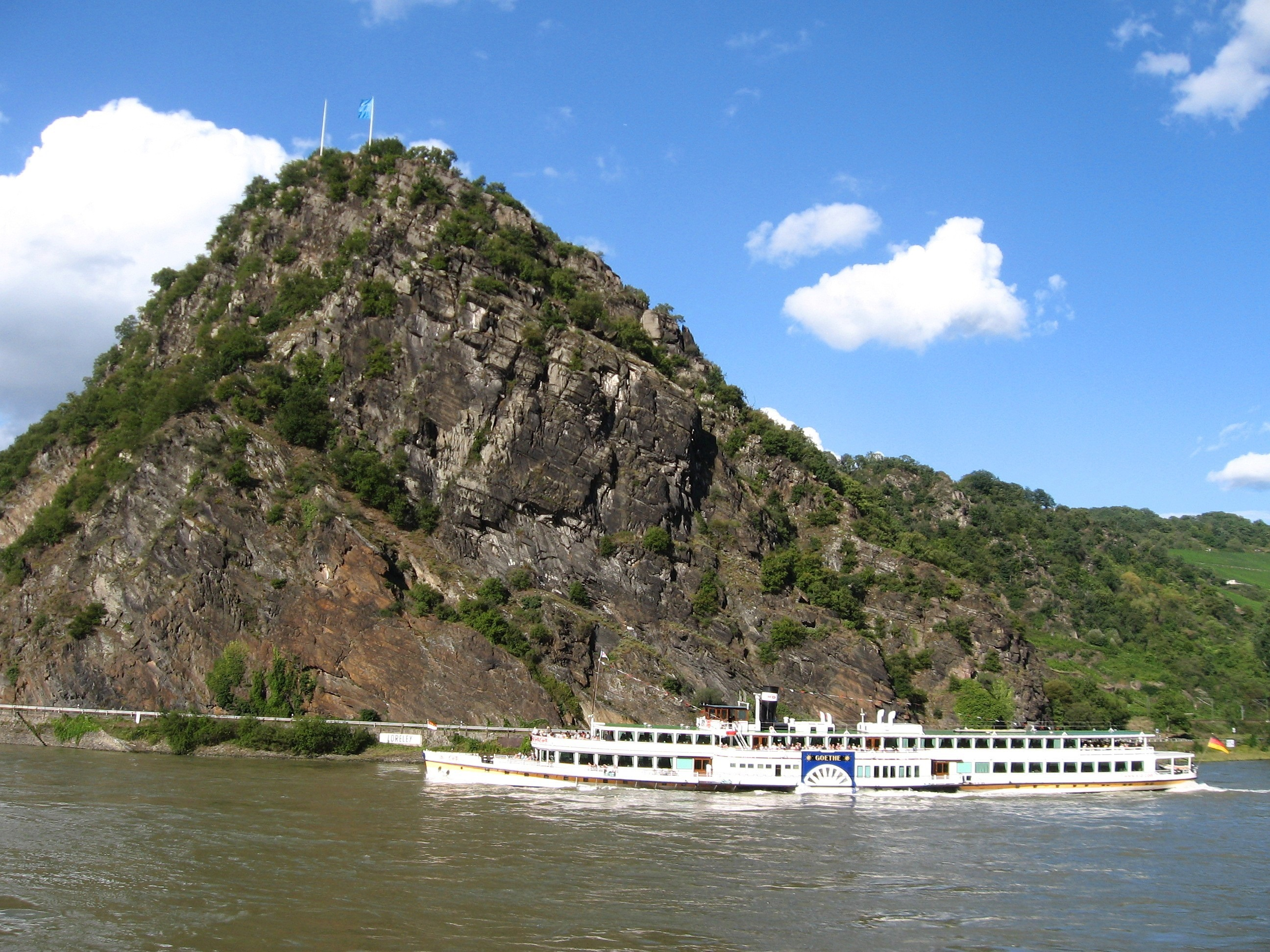
Вид с другого берега Рейна

Лореле́я (нем. Loreley или Lorelei) — овеянная романтическими легендами скала высотой 132 м на правом берегу Рейна у города Санкт-Гоарсхаузен и замка Катц. Скала расположена в самом узком месте русла реки на территории Германии. Здесь река сужается до 113 м.
Топоним происходит от нем. lureln (на местном диалекте — «шептание») и ley («скала»). Таким образом, «Лорелея» когда-то переводилась как «шепчущая скала». Шепчущий звук издавал речной порог, который был на этом месте вплоть до начала XIX века.

## Речная дева

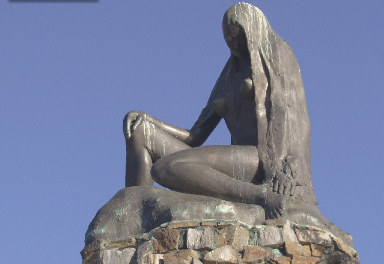
Статуя Лорелеи

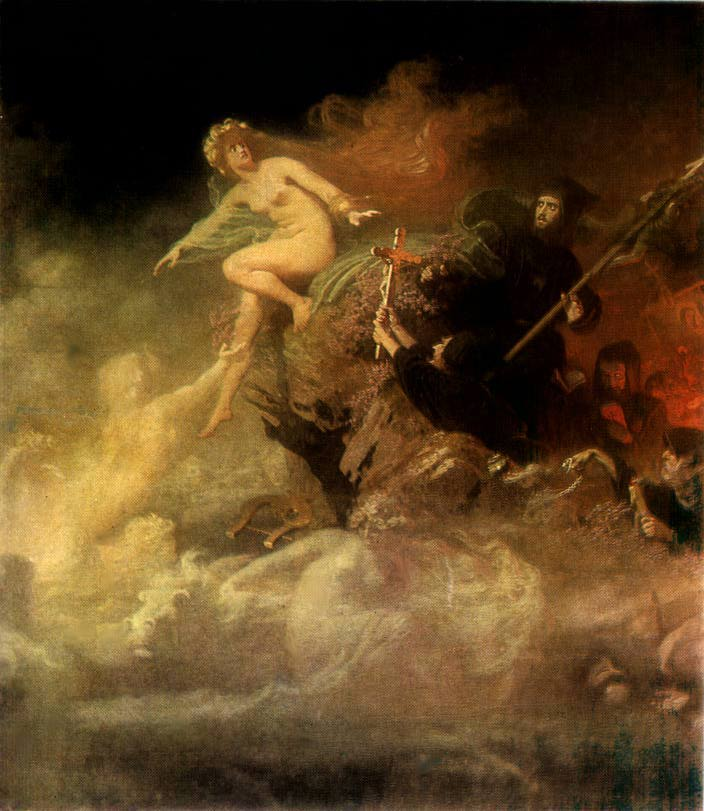
Проклятие Лорелеи монахами (картина Йохана Кёлера, 1887)

Заинтригованный звучным именем скалы и её живописным расположением, поэт Клеменс Брентано в 1801 году сочинил балладу «На Рейне в Бахарахе», впоследствии включённую в популярный сборник «Волшебный рог мальчика». Брентано переосмыслил Лорелею как одну из дев Рейна, которые прекрасным пением заманивали мореплавателей на скалы, словно сирены в древнегреческой мифологии. Клеменс создал образ Лорелеи — нимфы на скале, расчёсывающей свои золотистые волосы и увлекающей своим пением корабли на скалы. Сильное течение и скалистый берег этого отрезка Рейна действительно создавали в старину все условия для частых кораблекрушений.
Созданный Брентано миф о Лорелее получил множество художественных воплощений. Наиболее известно написанное в 1824 году стихотворение Генриха Гейне (нем. «Ich weiß nicht, was soll es bedeuten…»), которое перевёл на русский язык Александр Блок. Композиторы Фридрих Зильхер и Ференц Лист положили стихи Гейне на музыку. Перед смертью Ф. Мендельсон работал над оперой на тот же сюжет.
Бронзовая скульптура Лорелеи установлена у мола зимнего речного порта города Санкт-Гоарсхаузена. Скульптура изображает рейнскую нимфу, сидящую на возвышении («скале») в скорбной позе: она склонилась над фигурой одного из рыбаков, погубленных ею.
В честь скалы/девы назван астероид (165) Лорелей.
Иногда Лорелей изображают на зданиях, например в Москве, Старопанский переулок, дом 5, архитектор Шехтель изобразил Лорелей над аркой окна.